# Зольгер, Карл Вильгельм Фердинанд
Карл Вильгельм Фердинанд Зольгер (нем. Karl Wilhelm Ferdinand Solger; 28 ноября 1780, Шведт — 25 октября 1819, Берлин) — немецкий философ, ученик Шеллинга.

## Биография
Зольгер родился в семье чиновника в Шведте, затем изучал право в университете Галле. Здесь он заинтересовался античной культурой, изучал латинский и древнегреческий языки. В 1802 году Зольгер специально посетил Иену, чтобы прослушать курс лекций Шеллинга. Затем он совершил заграничное путешествие, посетил Швейцарию и Париж (Зольгер намеревался опубликовать книгу об этой поездке: сохранившийся дневник вошёл в двухтомное собрание его сочинений, вышедшее в 1826 году). В 1804 году Зольгер издал свой перевод трагедии Софокла «Царь Эдип», получивший высокую оценку и неоднократно переиздававшийся. После окончания университета он получил должность в Берлине, но в итоге решил посвятить себя философии: защитив в 1808 году диссерациию, он стал профессором эстетики во Франкфурте-на-Одере, с 1811 года преподавал Берлине. В 1813 году вступил в брак с Генриеттой фон дер Грёбен (1790—1867), от которой у него было пятеро детей: два сына (один рано умер) и три дочери. Скончался 25 октября 1819 года в Берлине.

## Вклад в философию
Трактат «Эрвин. Четыре диалога о прекрасном и об искусстве» (Erwin. Vier Gespräche über das Schöne und das Kunst) опубликован в Берлине в 1815 году: в трактате Зольгер выступил теоретиком эстетических идей романтизма. «Эрвин» написан по образцу платоновских диалогов и представляет собой своего рода драму с прологом и четырьмя действиями: трое захмелевших юношей (Эрвин, Ансельм и Бернгард) обращаются за решением философских вопросов к Адельберту, от имени которого выступает автор. «Эрвин» оказал значительное влияние на эстетику Гегеля. Современники критиковали Зольгера за выбор формы диалога для своей работы: Гегель считал её ошибкой автора. Сам Зольгер не видел другого способа изложить свои идеи: он считал, что в форме диалога сознание наиболее непосредственно переживает познание и своё собственное преображение:
Форма диалога всегда останется самой живой и подлинной формой для живой философии. Когда все дело в том, чтобы познанное не просто высказать, принять и сохранить, а в том, чтобы оно стало нашим полным достоянием, материалом нашего наисокровеннейшего опыта, наилучшей будет та форма, в которой познаваемое живо возникает на глазах нашего духа и прорастает в жизнь являющуюся.

Помимо этого Зольгер напечатал «Философские беседы» (Philosophische Gespräche) (Б., 1817).
Посмертно сочинения и письма Зольгера (Nachgelassene Schriften u. Briefwechsel) опубликовали в 1826 году в Лейпциге Людвиг Тик и Франц фон Раумер. Сочинение Зольгера об эстетике (Vorlesungen über Aesthetik) издал в 1829 году в Берлине его ученик К.-В.-Л. Гейзе.